# Beilschmiedia hutchinsoniana
Beilschmiedia hutchinsoniana är en lagerväxtart som beskrevs av Robyns & Wilczek. Beilschmiedia hutchinsoniana ingår i släktet Beilschmiedia och familjen lagerväxter. Inga underarter finns listade i Catalogue of Life.